# Władysław Kwaśniewicz
Władysław Kwaśniewicz (ur. 9 czerwca 1926 w Pszczynie, zm. 16 sierpnia 2004 w Krakowie) – polski socjolog.

## Działalność
W czasie II wojny światowej był żołnierzem Szarych Szeregów, następnie Armii Krajowej. Ukończył studia na Uniwersytecie Jagiellońskim (Wydział Socjologii 1950, Wydział Etnografii 1952), od 1950 pracownik tej uczelni; był kolejno starszym asystentem, adiunktem, docentem i od 1975 profesorem; doktorat obronił w 1960, habilitację w 1967. W latach 1970–1978 był pierwszym dyrektorem Instytutu Socjologii UJ, ponadto kierował Zakładem Teorii Rozwoju Społecznego. Współpracował z kilkoma uczelniami zagranicznymi, m.in. Uniwersytetem w Hamburgu, Columbia University w Nowym Jorku oraz Instytutem Studiów Wyższych (Instytut Forda) w Wiedniu. Był członkiem Komitetu Socjologii PAN oraz wieloletnim działaczem Polskiego Towarzystwa Socjologicznego (1973–1979 członek Zarządu Głównego, 1978–1979 wiceprezes).
W pracy naukowej zajmował się głównie współczesnymi procesami społecznymi i kształtowanymi przez nie zmianami na świecie i w Polsce; był uznanym autorytetem w dziedzinie przemian na polskiej wsi. Od 1991 przewodniczący Komitetu Redakcyjnego „Encyklopedii Socjologii”, autor ponad 220 prac naukowych, m.in.:
- Czytelnictwo prasy w Nowej Hucie, jego podłoża i funkcje społeczne (1964) [z materiałów po Władysławie Kobylańskim]
- Przemiany społeczne młodzieży akademickiej Uniwersytetu Jagiellońskiego w dwudziestoleciu Polski Ludowej (1968)
- Wiejska społeczność rzemieślnicza w procesie przemian (1970)
- Orientacje teoretyczne we współczesnej socjologii (redaktor, 1989)

W latach 1964–1990 należał do PZPR. Był przewodniczącym powołanego po wprowadzeniu w Polsce stanu wojennego „Zespołu Partyjnych Socjologów przy KC PZPR”. Od 1982 był członkiem Rady Naukowej Instytutu Podstawowych Problemów Marksizmu-Leninizmu.
Został odznaczony m.in. Krzyżem Kawalerskim Orderu Odrodzenia Polski, Złotym Krzyżem Zasługi, Medalem Komisji Edukacji Narodowej oraz złotą odznaką „Zasłużony dla miasta Krakowa”. Został pochowany na cmentarzu Rakowickim w Krakowie.